# Mas Verntallat
Verntallat és una masia del Mallol, al municipi de la Vall d'en Bas (Garrotxa) inclosa en l'Inventari del Patrimoni Arquitectònic de Catalunya.

## Descripció
Es tracta d'un gran casal amb teulada a dues vessants i orientat cap al sud. La casa està encerclada per un mur. Es poden diferenciar dues parts, una més antiga al costat esquerre i un gran casal. Al davant hi ha un gran paller i una era.
A la porta del gran casal hi ha una llinda datada l'any 1870.
Hi ha com a elements singulars, dues torres d'espitllera a la paret de ponent, i un petit campanar.

## Història
La nissaga Verntallat s'inicia amb Galceran (finals del segle xii), al tocar-li en llegítima paterna la "força de Verntallat", si bé es va mantenir el cognom de Puigpardines fins que els dos hereus, Llorenç i Francesc, ja al segle xv, en prescindiren i adoptaren definitivament el de Verntallat.
Un d'aquests hereus, Francesc, que es convertirà en cabdill dels remences l'any 1492 en aixecar-se en favor del rei Joan II, qui el feu vescomte d'Hostoles, donarà una llegenda i una importància històrica a aquest topònim.